# Dar

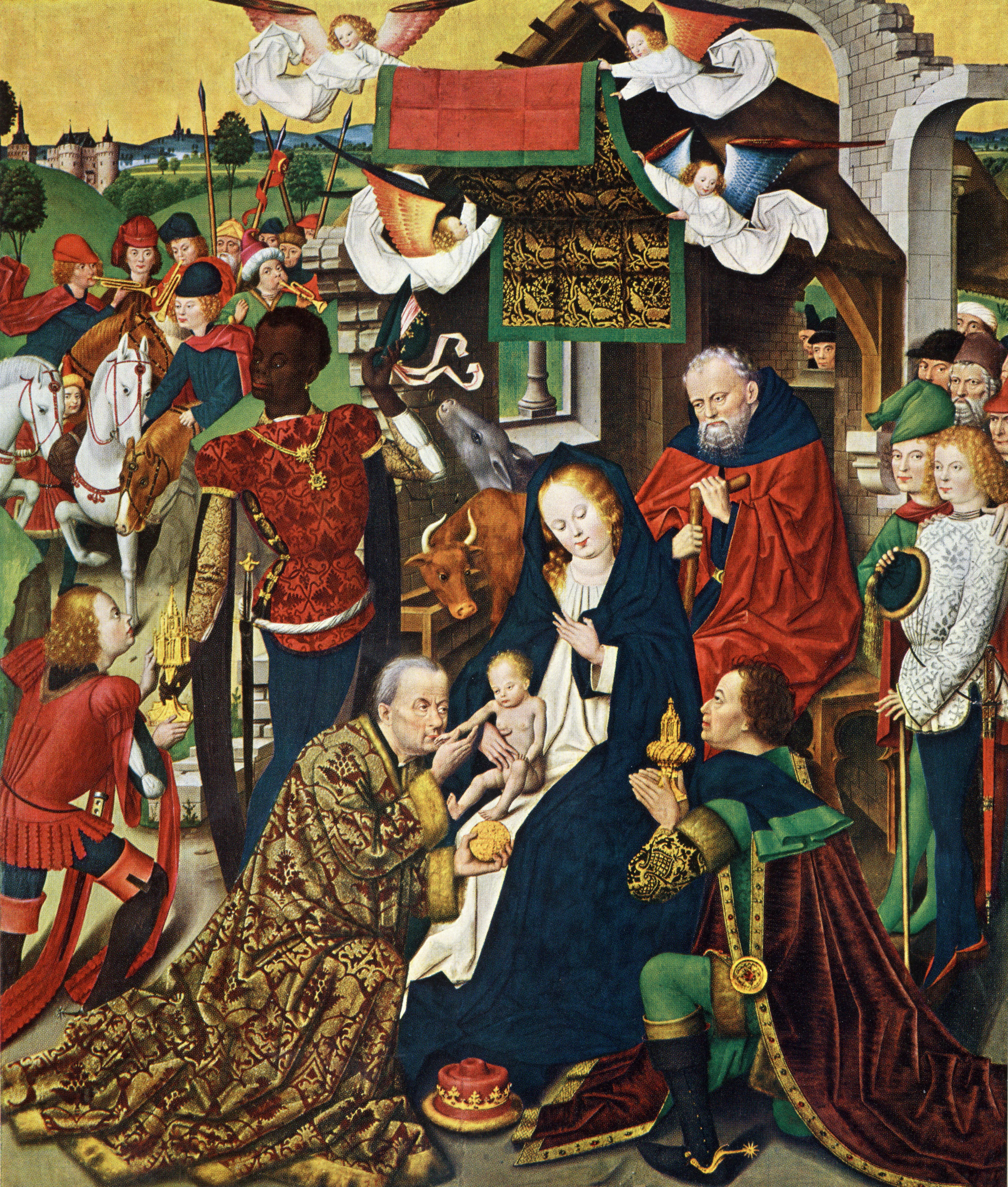
Tři králové přinášejí dary do Betléma
(D. Baegert, kolem 1475)

Dar je něco cenného nebo žádoucího, co se prostřednictvím darování dobrovolně převádí z majetku dárce do vlastnictví obdarovaného, a to bez protihodnoty (např. zaplacení).

## Smysl daru
Darování a dary jsou ve všech lidských společnostech běžné, mohou však mít velmi různé významy, například:
- pomoc potřebnému člověku nebo instituci,
- snaha udělat radost (například dětem),
- vyjádření lásky (dary milencům) nebo úcty (dary ke slavnostním příležitostem, k jubileu),
- připomenout se z cesty (suvenýr),
- snaha, aby se darovaný předmět dostal do správných rukou (dar muzeu, galerii, knihovně),
- pokus o zalíbení se nějakému Bohu nebo o zbavení se negativní karmy,
- snaha zvýšit vlastní prestiž a viditelnost (sponzorské dary),
- vytvoření neformálního závazku vděčnosti,
- korupce, tj. prosazení soukromého zájmu na úkor veřejného a podobně.

Zvláštní druh daru nebo odkazu s dlouhodobým působením je nadace, majetek, z jehož výnosu se financuje nějaká obecně prospěšná činnost.

## Dary v antropologii

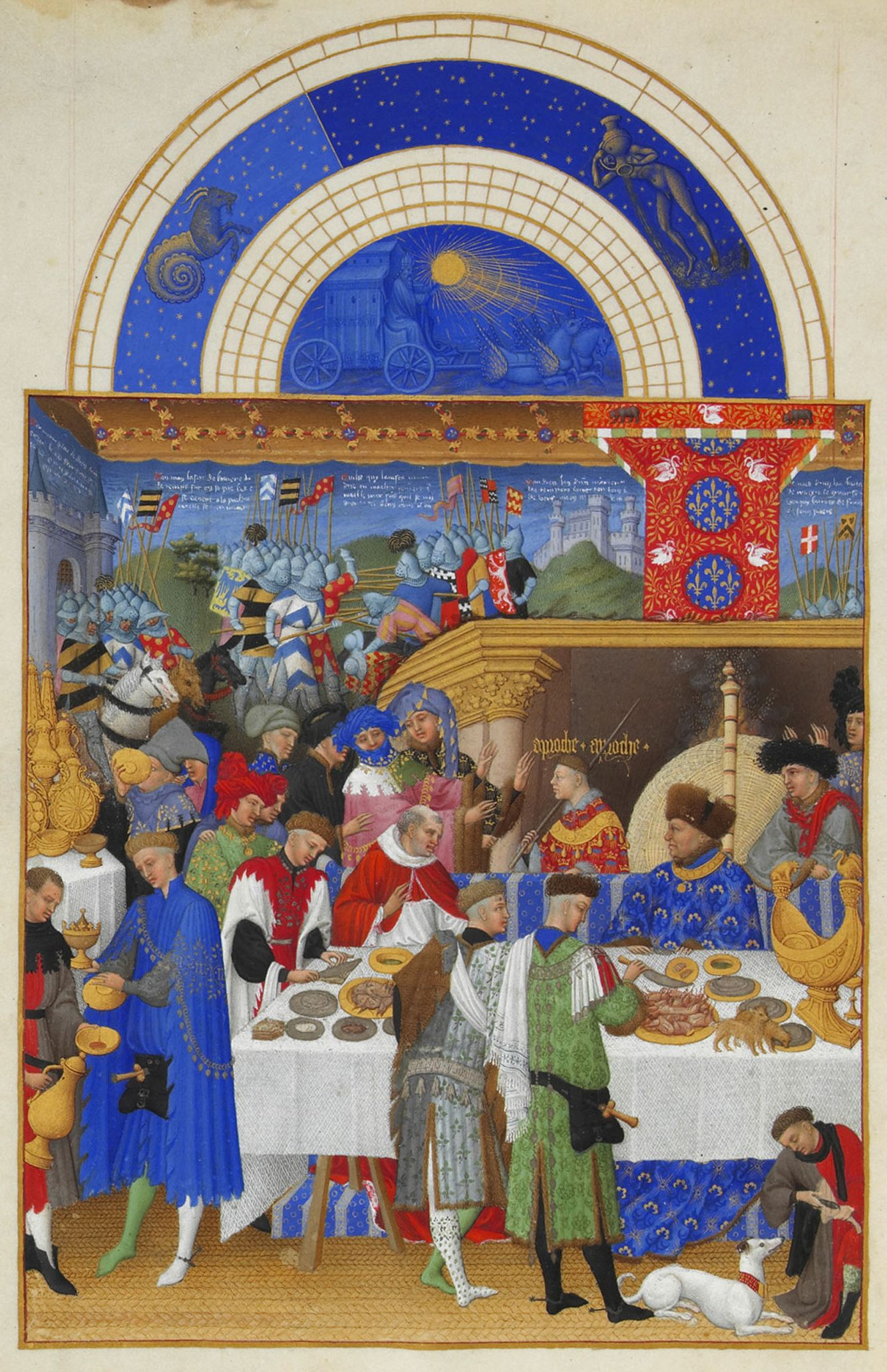
Slavnost dávání darů v lednu
(Les tres riches heures vévody z Berry, 1412-16)

Počínaje zakladatelským dílem francouzského etnologa M. Mausse Esej o daru (1923) je systém darů (také výměna darů) významným tématem při studiu lidských společností, starých i současných. Podle Mausse znamená členství v mnoha archaických společnostech přijetí trojího závazku:
1. zúčastnit se systému darů a dary přijímat,
2. dary dávat a
3. ve vhodné chvíli oplácet.

Darem přitom může být jak nějaký předmět, tak také například titul, čestné jméno nebo oprávnění zpívat určitou píseň. Jakkoli se jedná o věci žádoucí a ceněné, hlavním smyslem není vlastnictví daru, nýbrž vytváření a udržování společenských vztahů a sítě závazků, které společnost udržují pohromadě.

### Kula
Klasickým příkladem je melanéská kula, která kulturně a společensky spojuje obyvatele rozptýlených Trobriandských ostrovů při pobřeží Nové Guineje. Slovo kula znamená „kruh“ a v jejím rámci skutečně obíhají dva druhy symbolických předmětů (náhrdelníky a náramky) po pevně dané trase naproti sobě. Držitel některého z těchto velmi ceněných předmětů dlouho vyjednává s partnery z následujícího ostrova, komu jej předá, ale po uplynutí jisté doby jej musí „poslat dál“. Výsledkem tedy není hromadění bohatství, nýbrž vzájemné vztahy, závazky a příležitost k setkávání a vyjednávání.

### Potlač

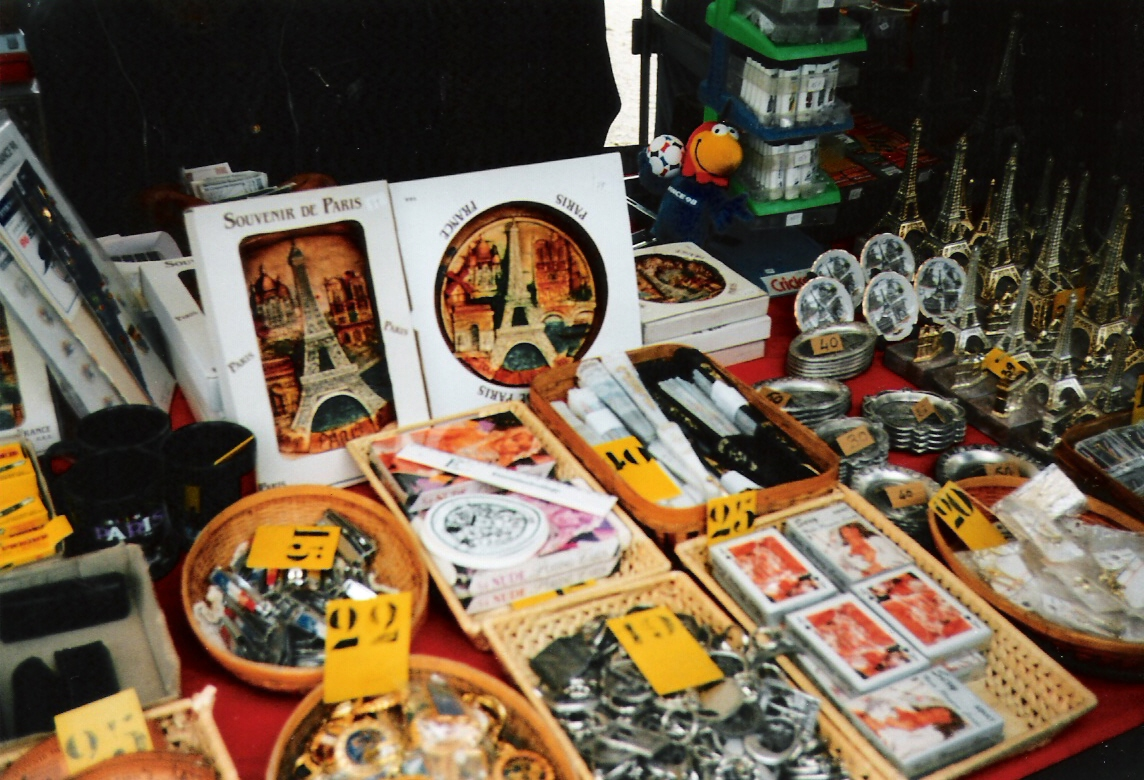
Suvenýry v Paříži
(Eiffelova věž)

Jiným typem systému darů je severoamerický potlač, indiánský společenský obřad, při němž se hraje o prestiž. Náčelník nebo jiný významný muž sezve hosty z okolních vesnic a zahrnuje je dary, aby dokázal svoji převahu. Jinde se cenné předměty (např. tkané pokrývky) házely do ohně jako „dary“ zemřelým předkům. Host, který by nedokázal držet krok s hostitelem, ztratil čest stejně jako hostitel, jemuž by došly zásoby. Protože potlače často končily násilnostmi, bělošské úřady je už koncem 19. století zakazovaly.
Při hlubším studiu se ukázalo, že podobné soutěživé hry o prestiž, kterou přináší dávání darů, byly kdysi patrně běžné i v mnoha jiných kulturách. Vyskytují se v islandských ságách, v německé Písni o Niebelunzích a téhož původu je patrně i české označení Štědrý den – původně příležitost, kdy se bohatí lidé mohli veřejně „blýsknout“ svou štědrostí. Teprve křesťanství tento zvyk přeznačilo tak, že naopak chudí koledníci poskytují bohatým příležitost k almužně jako dobrému skutku.

## Dary v sociologii
Na toto studium systému darů v dávných společnostech navázaly studie o významu darů v nedávné minulosti a v přítomnosti. Čínský antropolog Y. Yan v podrobné studii poměrů na severočínské vesnici prokázal, že systém darů tam fungoval ještě v 70. letech 20. století jako jediné účinné sociální zabezpečení: lidé, kteří při velkém hladomoru zahynuli, byli právě ti, kteří se na systému darů nepodíleli.
Význam darů jako prostředků k získávání “sociálního kapitálu“ studoval francouzský sociolog Pierre Bourdieu, který si také všímal především neformálních závazků, které přijetím daru vznikají. Bourdieu hovoří o „neviditelných provázcích“, které mohou být k daru přivázány a dají se pak při vhodné příležitosti využít.

## Dar a oběť

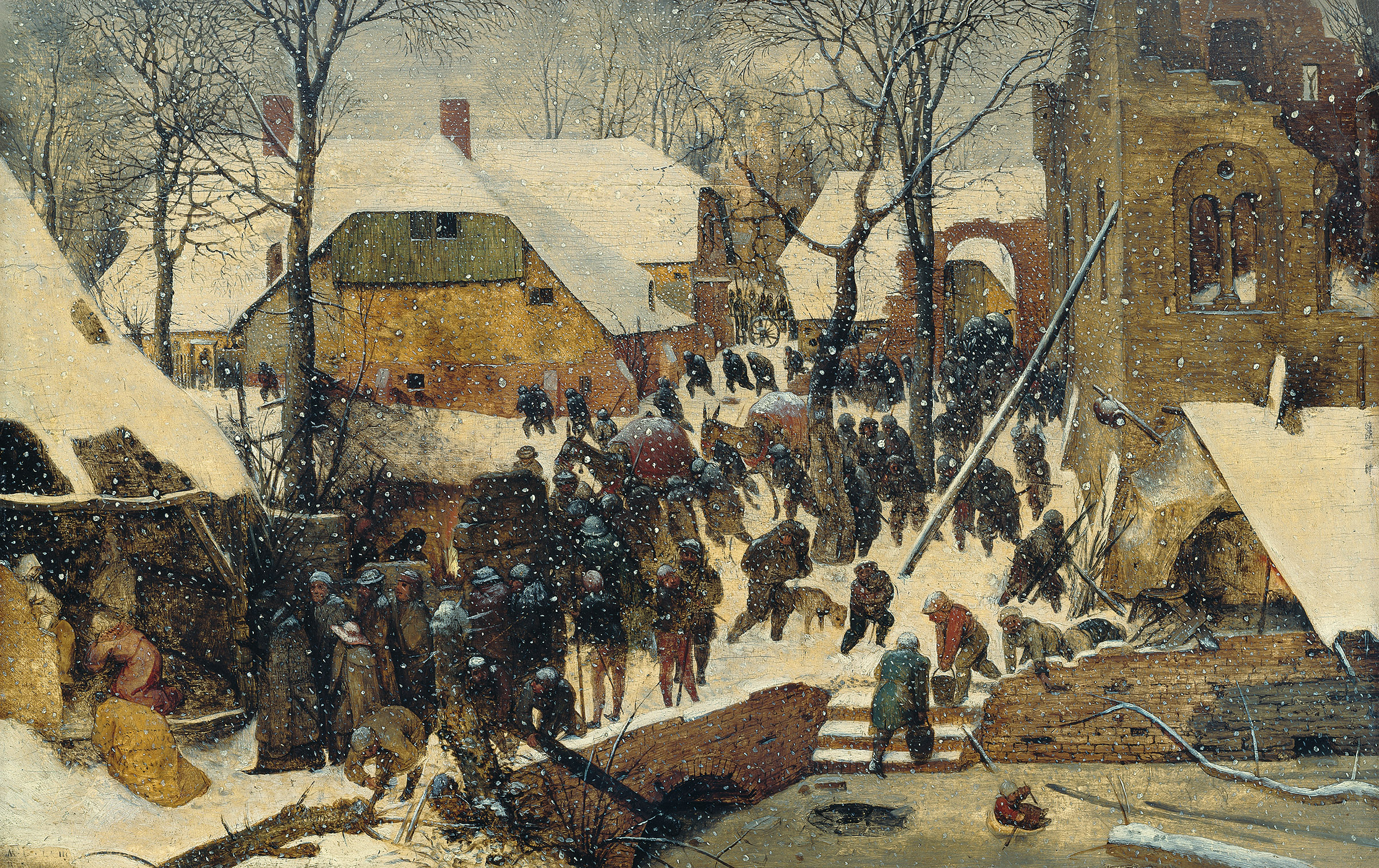
Tři králové přinášejí dary
(P. Bruegel, 1567)

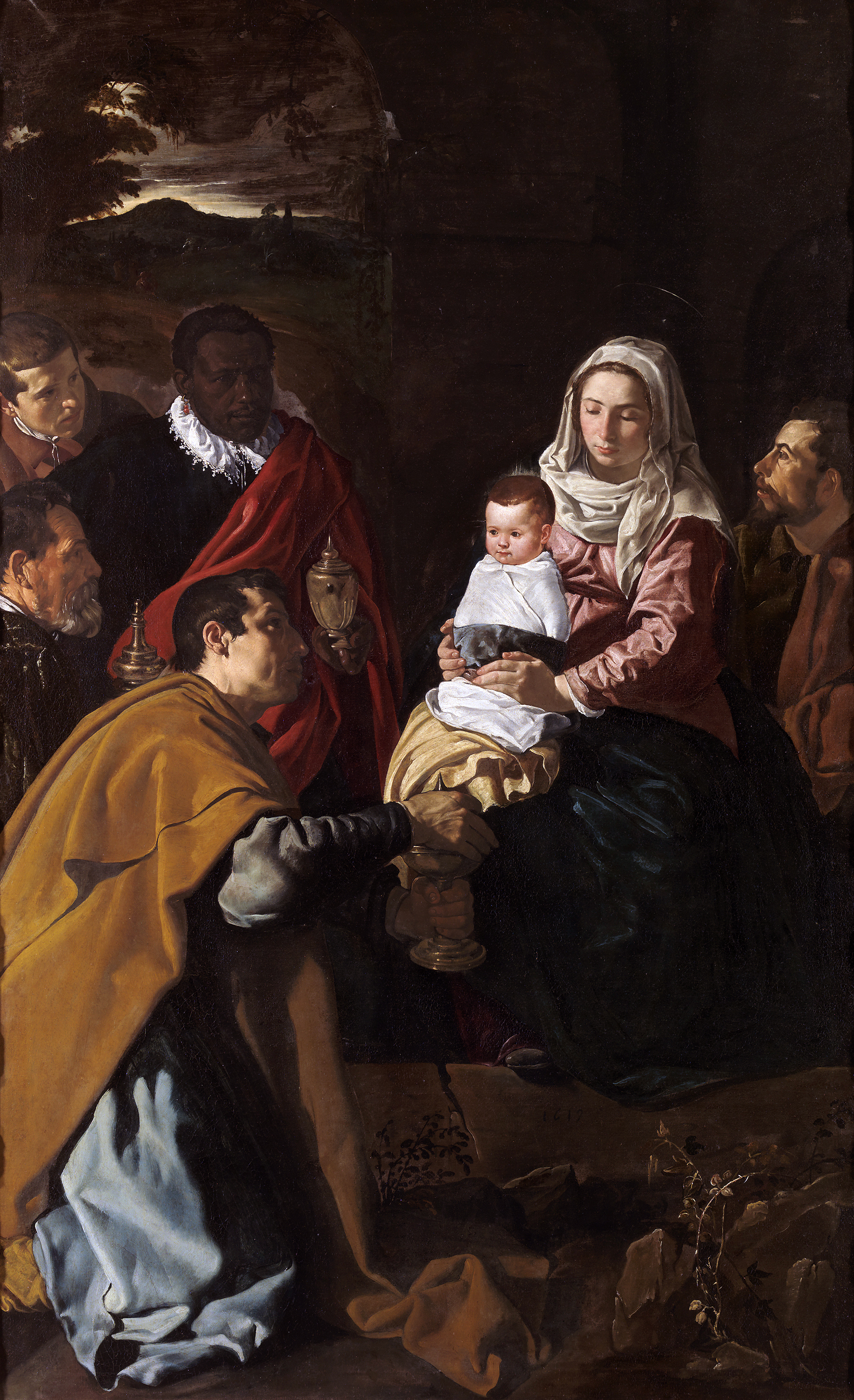
Tři králové přinášejí dary
(D. Velasquez, 1619)

Oběť patří mezi nejstarší a nejrozšířenější rituály a má dvojí stránku: je to jednak dar obětin božstvům (zemřelým předkům, určitému bohu) a na druhé straně slavnost společenství. První stránka se projevuje jako zničení obětin (spálení, vylití na zem), druhá jako společná hostina. Obětiny jsou obvykle domácí zvířata nebo produkty (obilí, víno, ovoce, vejce). Smysl je jednak vyjádření vděčnosti životadárným bohům, jednak snaha si je naklonit i do budoucna, a společná hostina znamená potvrzení a upevnění společenství: ti, kdo spolu jedí totéž jídlo, mají nadále něco společného, skoro jako kdyby byli příbuzní.
V křesťanství se oběti tohoto druhu nekonají, ale jeden z nejznámějších biblických příběhů Nového zákona je klanění Tří králů, mudrců z východu, kteří novorozenému Ježíšovi přinesli královské dary (Mt 2,11).

## Dar v právu
Darování se provádí prostřednictvím darovací smlouvy, která může být reálná, dojde-li zároveň k odevzdání daru, nebo konsenzuální, pokud se dárce zaváže teprve v budoucnu vlastnické právo k daru převést a obdarovaný tuto nabídku přijme. Pouhý slib darování nezavazuje. Podstatou darování je dobrovolnost, nemůže tedy jít o plnění právní povinnosti, a bezúplatnost, nelze proto za poskytnutý dar požadovat majetkové protiplnění (dar však lze podmínit příkazy nebo jinými podmínkami, na rozdíl od minulosti je např. připuštěno i darování pro případ smrti). Předmětem daru může být prakticky jakákoli věc v právním smyslu, je-li v majetku dárce. Darování je zásadně neformální, darovací smlouvu je nutné uzavřít písemně jen tehdy, pokud jde o věc zapsanou ve veřejném seznamu, jako je např. katastr nemovitostí, nebo jde-li o konsenzuální darování. Dar je výjimečně odvolatelný – dostane-li se dárce do stavu takové nouze, že nemá ani na vlastní nutnou výživu či není schopen plnit zákonné výživné vůči jinému, nebo pokud mu nevděčný obdarovaný ublíží tak, že úmyslně nebo z hrubé nedbalosti zjevně poruší dobré mravy, může žádat vrácení daru.

## Vánoční dárky dětem

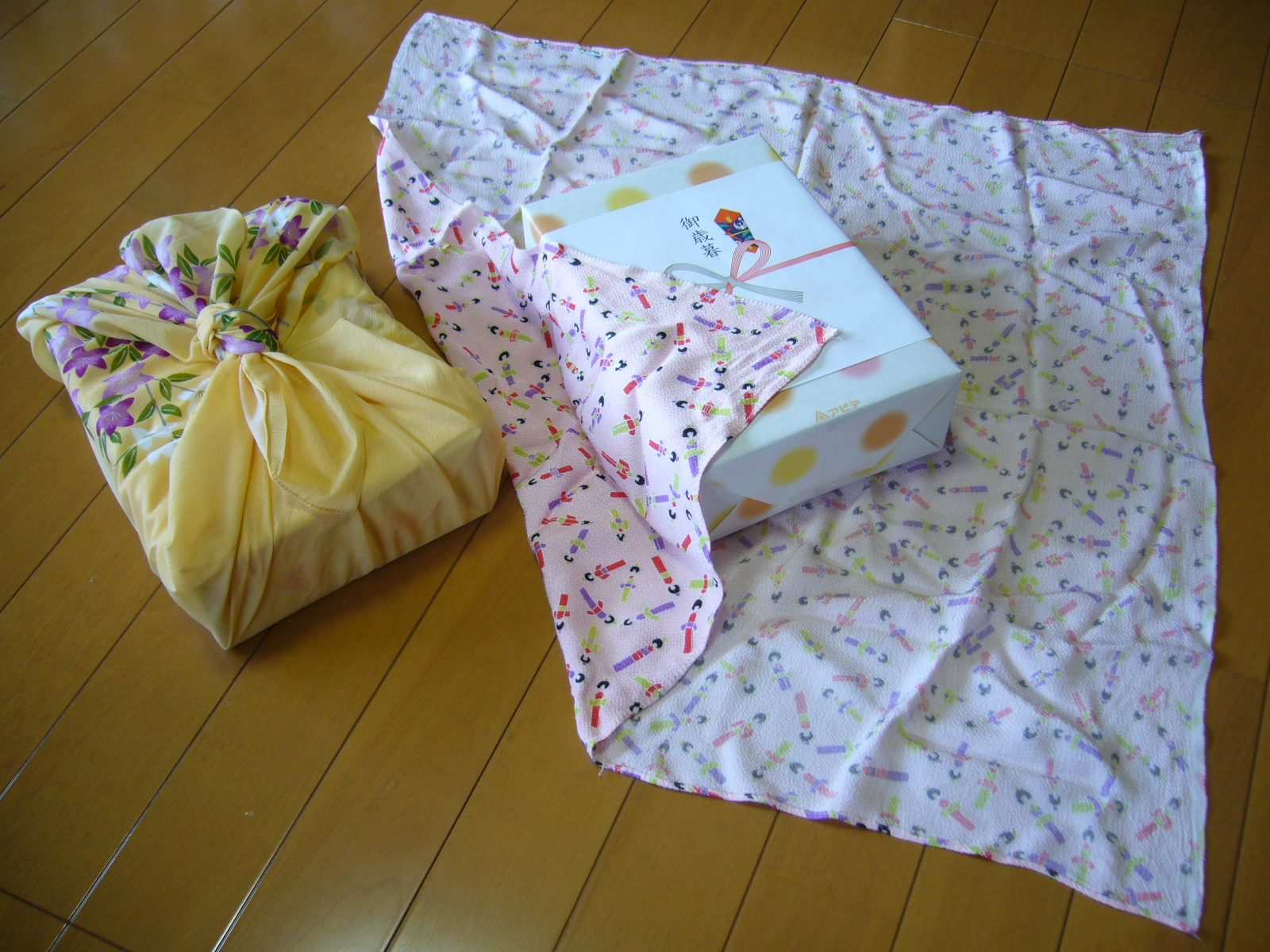
Tradiční japonské balení darů
(furošiki)

V evropských zemích se od pozdního středověku dávají o Vánocích dárky dětem, které přináší ve Francii Pere Noël, svatý Mikuláš (od 19. století i Santa Claus) nebo Ježíšek, právě narozený v Betlémě. Smyslem bylo původně připomenout, že i když dárky obstarávají rodiče, vděčnost za ně patří Bohu. Postupem času se tento význam mnohde vytratil a „Ježíšek“ se pak chápal jako sice nevinný, nicméně podvod na dětech.
V moderní době se Vánoce staly významnou příležitostí k mimořádným nákupům a hrají v obchodě velkou roli. Nicméně i dnes se dodržují jistá pravidla, která tyto dary odlišují: dárky jsou anonymní, pečlivě se balí a nesmí na nich zůstat cenovky z obchodu. Nehodí se také dávat něco, co člověk sám jako dárek dostal; stejně (nebo ještě více) nevhodné je také dary prodávat.

## Danajský dar
Danajský dar znamená léčku, která se skrývá v domnělém daru.Naráží na příhodu s „trojským koněm“ z Homérova líčení dobytí Tróje: Řekové („Danaové“) marně obléhající Tróju vyrobili nakonec velkého dřevěného koně, v němž byli skryti bojovníci. Když se jej Trójané zmocnili a vtáhli dovnitř do města, bojovníci v noci otevřeli bránu a způsobili tak dobytí města. Odtud okřídlené rčení „Bojím se Danaů, i když dary přinášejí“ (lat. Timeo Danaos et dona ferentes). Báseň o dobytí Tróje se sice nezachovala, příhoda se ale zmiňuje v Odysseji (8,493 nn.), ve 2. zpěvu Vergiliovy Aeneis a byla i později mnohokrát zpracována.

## Jiné významy
V přeneseném (metaforickém) smyslu se někdy hovoří o „darech Země“, tj. plodinách, o „darech moře“ atd. I když jejich vypěstování nebo ulovení stálo nějaké úsilí, lidé dobře cítili, že je nevyrobili sami.
O lidech se také říká, že „mají dar“, to znamená výjimečnou schopnost nebo vlohu, talent nebo nadání.
Indiánský dar (anglicky indian gift) znamená dar, který si dárce možná vezme nazpátek, anebo přinejmenším bude vyžadovat jeho oplacení.

## Odkazy

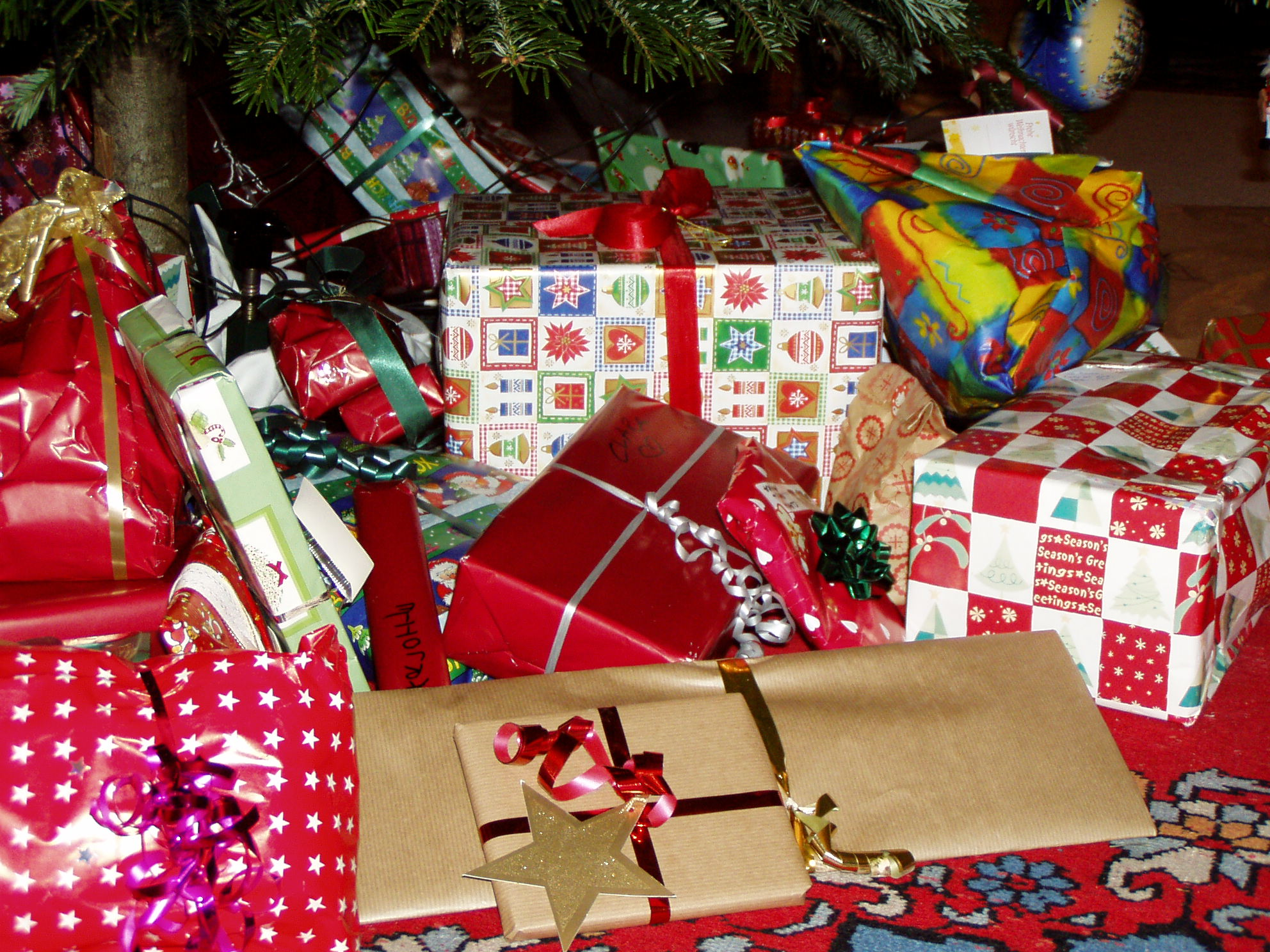
Dárky pod vánočním stromkem